# Dendrodochium citrinum
Dendrodochium citrinum är en lavart som beskrevs av Grove 1886. Dendrodochium citrinum ingår i släktet Dendrodochium och familjen Bionectriaceae.   Inga underarter finns listade i Catalogue of Life.